# Třída Centauro
Třída Centauro jsou hlídkové čluny portugalského námořnictva. Jedná se o modernizovanou verzi třídy Argos. Postaveny byly celkem čtyři jednotky této třídy.

## Stavba
Celkem byly v letech 2000–2001 do služby přijaty čtyři jednotky této třídy. Dostaly jména Centauro (P1155), Orion (P1156), Pégaso (P1157) a Sagitário (P1158). První dva čluny postavila loděnice Arsenal do Alfeite v Lisabonu. Druhý pár postavila loděnice CONAFIL ve Vila Real de Santo Antonio.
Jednotky třídy Centauro:
| Jméno             | Spuštěna | Vstup do služby | Status  |
| ----------------- | -------- | --------------- | ------- |
| Centauro (P1155)  |          | 1. února 2000   | aktivní |
| Orion (P1156)     |          | 3. dubna 2000   | aktivní |
| Pégaso (P1157)    |          | 27. března 2001 | aktivní |
| Sagitário (P1158) |          | 27. března 2001 | aktivní |

## Konstrukce

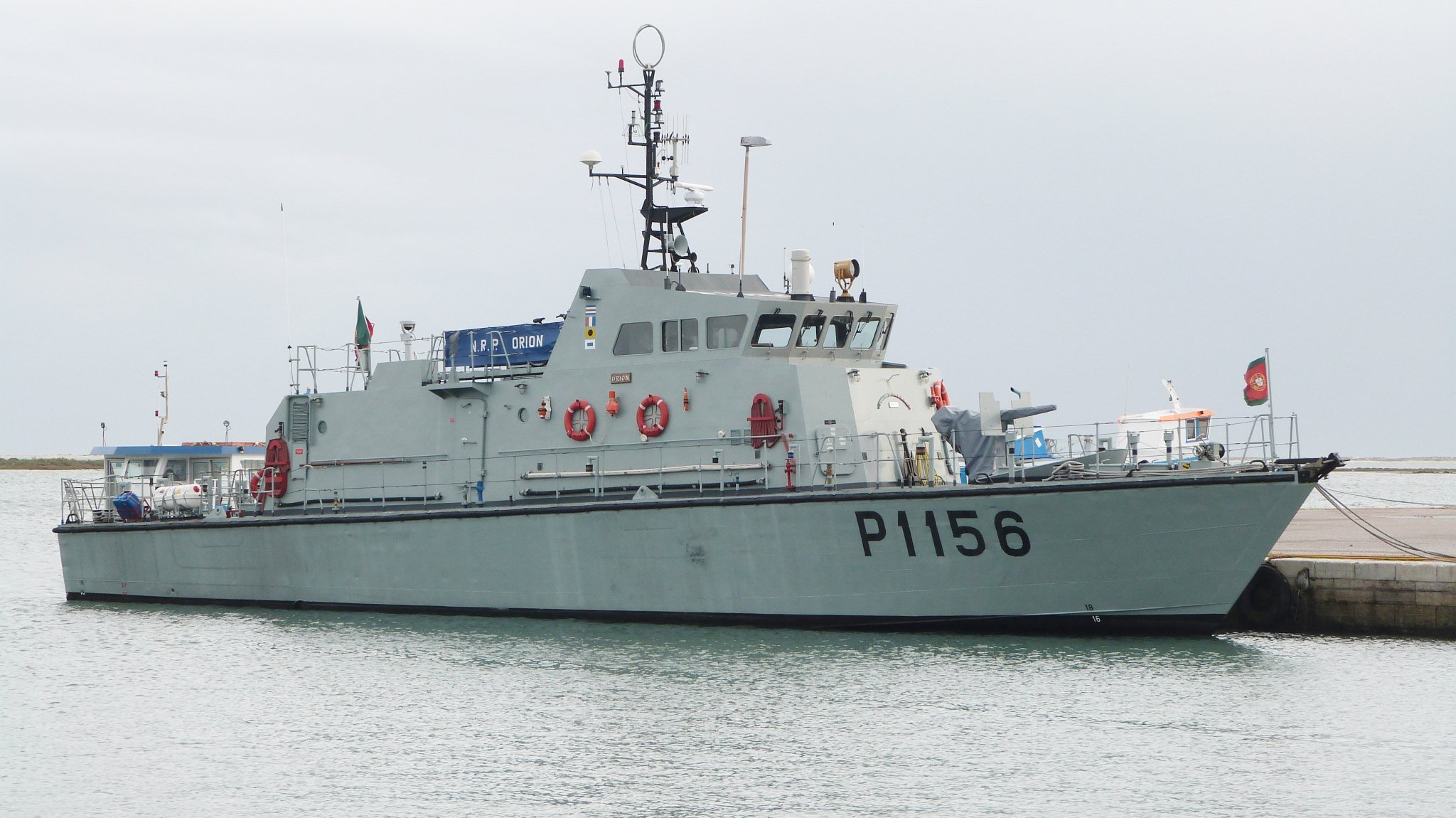
Orion (P1156)

Čluny nesou navigační radar Koden MDC-2210. Jsou vyzbrojeny jedním 20mm/70 kanónem Oerlikon. Pohonný systém tvoří dva diesely Cummins KTA-50-M2 o výkonu 3600 hp, pohánějící dva lodní šrouby. Nejvyšší rychlost dosahuje 26 uzlů. Dosah je 1350 námořních mil při rychlosti 15 uzlů.